# Asier García
Asier García Fuentes (Bilbao, 27 ottobre 1966) è un ex calciatore spagnolo, di ruolo difensore.

## Carriera
Cresce calcisticamente con il Lemona, società con cui esordisce nella stagione 1987-1988. L'anno successivo passa al Sestao Sport Club con cui arriva in Segunda División B, e successivamente al Real Madrid Castilla.
Nell'estate 1991 viene acquistato dall'Athletic Bilbao con cui debutta nella Primera División spagnola il 24 novembre 1991 in Athletic-Real Saragozza 1-0.
Con i rojiblancos milita per tre stagioni, per passare nel 1994 all'Osasuna.
Termina la carriera nel 1998, dopo un ultimo anno trascorso all'Eibar.